# Phyllidia varicosa
Phyllidia varicosa is een zeenaaktslak die behoort tot de familie van de Phyllidiidae.
De slak leeft in koraalriffen in delen van de Grote Oceaan, de Indische Oceaan en de Rode Zee. Het lichaam heeft een overwegend blauwgrijze kleur, met donkere lengtestrepen. Het lichaam draagt 3 tot 6 rijen bulterige uitsteeksels die een gele kleur hebben. Ook de antennes hebben een gele kleur.

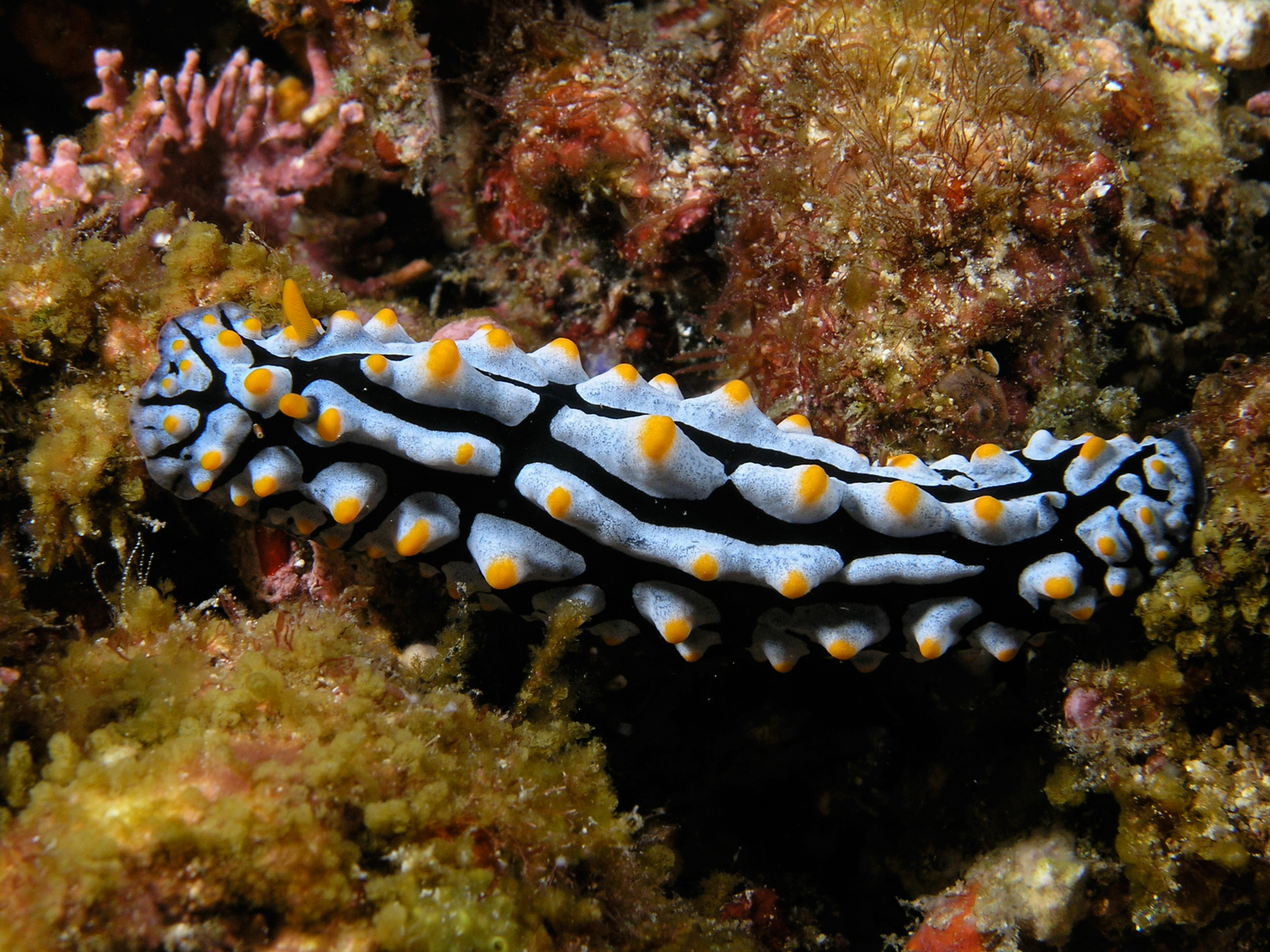
Phyllidia varicosa (clade nudibranch) in Nationaal Park Komodo, Indonesië.